# Zwei-Nationen-Theorie
Die Zwei-Nationen-Theorie ist die Grundlage für die Rechtfertigung von Pakistan als eigenem Staat auf dem indischen Subkontinent. Sie besagt, dass Muslime und Hindus aufgrund ihrer verschiedenen Religionen nicht im selben Staat zusammenleben können.
Die Theorie basiert auf der Antrittsrede des neugewählten Vorsitzenden der Allindischen Muslimliga (AIML), Muhammad Iqbal, auf dem Parteitag in Allahabad am 29. Dezember 1930:
I would like to see the Punjab, North-West Frontier Province, Sind and Baluchistan amalgamated into a single State. Self-government within the British Empire, or without the British Empire, the formation of a consolidated North-West Indian Muslim State appears to me to be the final destiny of the Muslims, at least of North-West India.
Iqbal propagiert in diesem Zusammenhang ein Staatsgebilde, in dem die kulturell und religiös voneinander unterschiedenen Gruppierungen separate Einheiten bilden, die sich zu einem „harmonischen Ganzen“ innerhalb Indiens formen sollen.
Die Anerkennung der Unterschiede zwischen den Volksgruppen ist für Iqbal dabei zentral. „Die muslimische Forderung nach der Schaffung eines muslimischen Indien innerhalb Indiens ist daher völlig gerechtfertigt.“
Der Islam stellt für Iqbal dabei das zentrale Element für die Entwicklung eines muslimischen Staats dar. Im Islam sieht er ein ethisches Ideal zu einer Rechts- und Regierungsform weiterentwickelt, das auf die  Gesellschaft in Indien kulturprägend wirkte. Dabei denkt Iqbal an einen islamischen Staat im Sinne einer sozialen Rechtsstruktur.
In diesem Zusammenhang übt Iqbal Kritik an den europäischen Gesellschaften, in denen er eine problematische Trennung von Staat und Kirche ausmacht, die dazu führt, dass die europäischen Nachbarstaaten „schlecht miteinander auskommen.“ Er entdeckt große Probleme durch die europäische Privatisierung der Religion und sieht deshalb die von ihm im Islam festgestellte ethische Komponente als konstitutiv für eine Rechtsordnung an. Der Islam wird so für Iqbal auf konstruktive Weise zum staatstragenden Faktor.
„Die Wahrheit ist, daß Islam keine Kirche ist. Er ist ein Staat, als kontraktueller Organismus begriffen […] und von einem ethischen Ideal belebt, das den Menschen nicht als ein erdenverwurzeltes Geschöpf betrachtet […], sondern als geistiges Wesen, das innerhalb eines sozialen Mechanismus zu verstehen ist und das Rechte und Pflichten als lebendiger Faktor in diesem Mechanismus besitzt […].“
Die Ausführungen Iqbals betonen insgesamt zwar einen Kommunalismus innerhalb Indiens. Jedoch hat Iqbal sowohl die staatsexterne Harmonie, im Sinne eines friedlichen Nebeneinanders der Kulturen, als auch die staatsinterne Harmonie eines muslimischen Staates, für die der Islam aus seiner Sicht maßgeblich ist, im Blick.
Der spätere Gründer und erste Staatschef Pakistans Muhammad Ali Jinnah griff die Idee eines eigenen Staates für die indische Muslime in seiner Rede auf einer Tagung der Muslimliga am 22. März 1940 auf:
Hindus und Moslems haben verschiedene religiöse Hintergründe, haben ein anderes Alltagsleben und eine andere Literatur. Sie heiraten nicht untereinander und essen auch nicht miteinander, da sie zu zwei verschiedenen Kulturen gehören, die auf widersprüchlichen Ideen und Konzepten beruhen. […] Das Zusammenzwängen solcher Völker in einem einzigen Staat – die einen als zahlenmäßige Minderheit, die anderen als Mehrheit – muss zu wachsender Unzufriedenheit und schlussendlicher Zerstörung der Regierungsstrukturen eines solchen Staates führen.
Tags darauf verabschiedete die Muslimliga die Lahore-Resolution.
Die Zwei-Nationen-Theorie wurde nicht von der ganzen indischen Unabhängigkeitsbewegung getragen. Der mehrheitlich hinduistische Indische Nationalkongress (INC) lehnte sie ab, da er sich als eine weltliche Organisation betrachtete und religiöse Themen nicht in die Staatsgründung einbeziehen wollte. Die Verfechter der Zwei-Nationen-Theorie setzten sich durch, was mit der Umsetzung des Mountbattenplans zur Teilung Britisch-Indiens in die beiden Staaten Indien und Pakistan führte.